# Prsten (nakit)
Prsten je jednostavan ili raskošno ukrašen predmet koji se stavlja na prst, najčešće napravljen od plemenitih metala, ukrašen dijamantima i ostalim dragim kamenjem.
Također, prsten se stavlja na prst prilikom vjenčanja - takvi se prsteni nazivaju vjenčani prsteni.
Osim vjenčanih prstena postoje i pečatnjaci, prstenje na kojem je kraljevski grb ili žig. Takvo prstenje nose kraljevi, kraljice, kneževi, pape i dr.

## Povijest
Najstarije znano prstenje staro je oko 21 000 godina i potječe iz Pavlova u Češkoj republici, te je načinjeno od mamutove slonovače.

## Vrste prstenja
Pojedostavljen prikaz temeljnih vrsta.
| Prsten                              | Slika                 | Uporaba |
| ----------------------------------- | --------------------- | --- |
| Aqiq prsten                         |                       | Prsten od karneola,muslimanski običaj, po uzoru na proroka. |
| Prsten s rodnim kamenom             |                       | Obično jednostavan, s uglavljenim kamenom koji pripada mjesecu rođenja vlasnika. |
| Prsten s kamejom                    |                       | Vrlo star običaj, češće ga nose muškarci. |
| Šampionski prsten / sportski prsten |                       | Prsten dodijeljen članovima pobjedničke ekipe, američki običaj. |
| Claddagh prsten                     |                       | Irski zaručnički prsten,odnosno prsten prijateljstva. Danas ga nose udane žene, ali i muškarci.                                                                                             |
| Prsten klase/godišta                |                       | Nose ga studenti, znak sjećanja na diplomiranje. |
| Koktel prsten                       |                       | Prsten debelih žena - ima veliki kamen okružen manjim kamenjem. |
| Doktorski prsten                    |                       | Nose ga oni koji su doktorirali na švedskom ili danskom sveučilištu. U Americi ga nose svećenici koji su doktorirali teologiju, nosi se na prstenjaku desne ruke.                           |
| Eklezijastički prsten               |                       | Vjerski prsten, označava autoritet klerika. Zovu ga i episkopskim prstenom, u tom slučaju nosi ga biskup ili svećenik visokog ranga. Papa ima Ribarev prsten.                               |
| Zaručnički prsten                   |                       | Nose ga žene koje se namjeravaju vjenčati. |
| Prsten vječnosti                    |                       | Simbolizira vječnu povezanost s partnerom. |
| Prsten oružje                       |                       | Seže od korijena prsta do područja prije nokta, no može potpuno prekrivati prst, obično od srebra ili kositra. Nose ga pripadnici tzv. gotskog pokreta.                                     |
| Prsten 5 metala                     |                       | Kabalistički prsten. Pet metala su zlato, srebro, bakar, kositar i olovo. Obično od srebra s ukrasnom pločicom od kositra, olova, bakra i zlata. Talmud kaže "nosi ga, i čuda ćeš vidjeti." |
| Prsten prijateljstva                |                       | Znak prijateljstva. |
| Gay prsten - "Dugin prsten"         |                       | Predstavlja ponos istospolno orijentiranih osoba, urešen sa 7 raznih kamenova ili urešen sa 7 traka obojenih emajlom u 7 boja. Jeftine varijante su od plastike.                            |
| Gimmal prsten                       |                       | Prsten od 2 ili 3 spojene alke. |
| Prsten čuvar                        |                       | Obično čvrsto prianja na prst, i štiti da veći prsten ne spadne s prsta. |
| Inženjerski prsten                  |                       | U SAD i Kanadi nose ga inženjeri, od željeza, nosi se na malom prstu dominantne ruke. |
| Ključ prsten                        |                       | Prsten s ključem na proširenju, rimski običaj. |
| Memento mori prsten                 |                       | Većinom iz 16. ili 17. stoljeća, lubanja s natpisom "Memento mori". |
| Prsten raspoloženja                 |                       | Suvremena novotarija, sadrži tekući kristal koji mijenja boju zavisno o raspoloženju. |
| Majčin prsten                       |                       | Nose ga majke, sadrži kao ukras rodno kamenje njene djece, ponekad i rodno kamenje majke i oca.                                                                                             |
| Prsten oplakivanja                  |                       | Nosi se u sjećanje na smrt neke osobe. |
| Prsten za više prstiju              |                       | Spaja 2 ili više prstiju. Popularan u Hip hop kulturi. |
| Penanularni prsen                   |                       | Tipični za brončano doba u Enleskoj. U obliku nepotpunog kruga, smatra se da i ne predstavljaju prstenje, već naušnice ili nosno prstenje, odnosno urese za odjeću ili kosu.                |
| Prsten s otrovom                    |                       | U proširenju ima tajni pretinac za otrov. |
| Poetski prsten                      | File:Purity-Rings.jpg | S dužin natpisom na vanjskoj strani, korišteni ako zaručničko ili vjenčano prstenje. |
| Pred-zaručnički prsten              |                       | Malen i manje skup, označava obećanje vjernosti. |
| Prsten obećanja                     |                       | Podsjeća na dano obećanje. |
| Prsten čistoće                      |                       | Simbol djevičanstva. |
| Puzzle prsten                       |                       | Povezano prstenje, čuven primjer Cartierov "Trinity" vjenčani prsten. |
| Regards prsten                      |                       | Viktorijanski zaručnički prsten, imena kamenova tvore riječ regards: Ruby, Emerald, Garnet, Amethyst, Ruby, Diamond, Sapphire.                                                              |
| Prsten krunica                      |                       | Ima 10 ureza ili istaka, te križ na proširenju. Korišten kod molitve, popularan kod vojnika katolika u Prvom svjetskom ratu.                                                                |
| Pečatnjak                           |                       | Ukrašen grbom vlasnika, ili njegovim incijalima, korišten za pečaćenje pisama ili dokumenata.                                                                                               |
| Prsten sa zlatnikom                 |                       | Zlatni prsten, s uglavljenim zlatnikom. |
| SS-prsten                           |                       | Nacistički prsten časti. Srebrna traka urešena mrtvačkom glavom. |
| Prsten za palac                     |                       | Izvorno dio streličarske opreme, posebno u Indiji. Vrlo star običaj. |
| Prsten za nožni prst                |                       | Indijski običaj, nose ga udane žene. |
| Prsten sat                          |                       | Prsten sat. |
| Vjenčani prsten                     |                       | Nekada su vjenčano prstenje nosile samo žene, danas oba bračna partnera. |

## Vanjske poveznice
http://www.beyars.com/lexikon/lexikon_a.html Schmucklexikon von Prof. Leopold Rössler